# Дьенг, Усман
Усман Дьенг (фр. Ousmane Dieng; род. 21 мая 2003, Вильнёв-сюр-Ло) — французский профессиональный баскетболист, выступающий за клуб НБА «Оклахома-Сити Тандер». Играет на позиции лёгкого форварда.

## Профессиональная карьера

### Сентре Федерал Ду Баскетбол (2020–2021)
В сезоне 2020/2021 годов Дьенг в среднем набирал 12,6 очков, 5,8 подборов и 2,9 передач за игру за «Сентре Федерал Ду Баскетбол» в NM1, третьем по силе дивизионе чемпионата Франции.

### Нью-Зиланд Брейкерс (2021–2022)
1 июня 2021 года Дьенг объявил, что будет играть за «Нью-Зиланд Брейкерс» из Национальной баскетбольной лиги в сезоне 2021/2022 годов вместе с другим французом и возможным выбором на драфте НБА 2022 года Юго Бессоном. Он стал первым европейцем, присоединившимся к программе австралазийской лиги «Next Stars» для развития перспективных игроков. Дьенг также получал предложения от студенческих программ NCAA и «Джи-Лига НБА Игнайт». Дьенг покинул «Брейкерс» 17 апреля 2022 года, чтобы подготовиться к драфту НБА 2022 года.

### Оклахома-Сити Тандер / Блю (2022–настоящее время)
Дьенг был выбран клубом «Нью-Йорк Никс» под 11-м номером на драфте НБА 2022 года, а затем был немедленно обменян в «Оклахому-Сити Тандер» в обмен на три выбора в первом раунде драфта 2023 года. 15 апреля 2024 года он выиграл титул чемпиона Джи-Лиги НБА вместе с «Оклахома-Сити Блю» и был назван самым ценным игроком финала, набрав 25 очков, 6 подборов, 4 передачи и 2 блок-шота в победном матче против «Мэн Селтикс».

## Карьера в национальной сборной
Дьенг представлял Францию на чемпионате Европы среди игроков до 16 лет в Италии в 2019 году. Он набирал в среднем 8,9 очков, 3,6 передач и 2,7 подборов за игру и помог своей команде завоевать серебряную медаль.

## Статистика

### Статистика в НБА
| Сезон                                                                                    | Команда       | Регулярный сезон | Регулярный сезон | Регулярный сезон | Регулярный сезон | Регулярный сезон | Регулярный сезон | Регулярный сезон | Регулярный сезон | Регулярный сезон | Регулярный сезон | Регулярный сезон | Серия плей-офф | Серия плей-офф | Серия плей-офф | Серия плей-офф | Серия плей-офф | Серия плей-офф | Серия плей-офф | Серия плей-офф | Серия плей-офф | Серия плей-офф | Серия плей-офф |
| Сезон                                                                                    | Команда       | GP               | GS               | MPG              | FG%              | 3P%              | FT%              | RPG              | APG              | SPG              | BPG              | PPG              | GP             | GS             | MPG            | FG%            | 3P%            | FT%            | RPG            | APG            | SPG            | BPG            | PPG            |
| ---------------------------------------------------------------------------------------- | ------------- | ---------------- | ---------------- | ---------------- | ---------------- | ---------------- | ---------------- | ---------------- | ---------------- | ---------------- | ---------------- | ---------------- | -------------- | -------------- | -------------- | -------------- | -------------- | -------------- | -------------- | -------------- | -------------- | -------------- | -------------- |
| 2022/23                                                                                  | Оклахома-Сити | 39               | 1                | 14,6             | 42,0             | 26,5             | 65,2             | 2,7              | 1,2              | 0,4              | 0,2              | 4,9              | Не участвовал  | Не участвовал  | Не участвовал  | Не участвовал  | Не участвовал  | Не участвовал  | Не участвовал  | Не участвовал  | Не участвовал  | Не участвовал  | Не участвовал  |
| 2023/24                                                                                  | Оклахома-Сити | 33               | 0                | 11,1             | 42,2             | 30,0             | 87,5             | 1,5              | 1,1              | 0,2              | 0,2              | 4,0              | 4              | 0              | 1,8            | 50,0           | 0,0            | -              | 0,0            | 0,0            | 0,0            | 0,0            | 0,5            |
|                                                                                          | Всего         | 72               | 1                | 13,0             | 42,1             | 28,0             | 74,4             | 2,2              | 1,2              | 0,3              | 0,2              | 4,5              | 4              | 0              | 1,8            | 50,0           | 0,0            | -              | 0,0            | 0,0            | 0,0            | 0,0            | 0,5            |
| Наведите курсор мыши на аббревиатуры в заголовке таблицы, чтобы прочесть их расшифровку. |               |                  |                  |                  |                  |                  |                  |                  |                  |                  |                  |                  |                |                |                |                |                |                |                |                |                |                |                |

### Статистика в Джи-Лиге
| Сезон                                                                                    | Команда           | Регулярный сезон | Регулярный сезон | Регулярный сезон | Регулярный сезон | Регулярный сезон | Регулярный сезон | Регулярный сезон | Регулярный сезон | Регулярный сезон | Регулярный сезон | Регулярный сезон | Серия плей-офф | Серия плей-офф | Серия плей-офф | Серия плей-офф | Серия плей-офф | Серия плей-офф | Серия плей-офф | Серия плей-офф | Серия плей-офф | Серия плей-офф | Серия плей-офф |
| Сезон                                                                                    | Команда           | GP               | GS               | MPG              | FG%              | 3P%              | FT%              | RPG              | APG              | SPG              | BPG              | PPG              | GP             | GS             | MPG            | FG%            | 3P%            | FT%            | RPG            | APG            | SPG            | BPG            | PPG            |
| ---------------------------------------------------------------------------------------- | ----------------- | ---------------- | ---------------- | ---------------- | ---------------- | ---------------- | ---------------- | ---------------- | ---------------- | ---------------- | ---------------- | ---------------- | -------------- | -------------- | -------------- | -------------- | -------------- | -------------- | -------------- | -------------- | -------------- | -------------- | -------------- |
| 2022/23                                                                                  | Оклахома-Сити Блю | 20               | 19               | 34,6             | 45,1             | 34,6             | 60,0             | 8,3              | 3,7              | 0,7              | 0,9              | 16,5             | Не участвовал  | Не участвовал  | Не участвовал  | Не участвовал  | Не участвовал  | Не участвовал  | Не участвовал  | Не участвовал  | Не участвовал  | Не участвовал  | Не участвовал  |
| 2023/24                                                                                  | Оклахома-Сити Блю | 33               | 32               | 31,7             | 47,1             | 28,8             | 68,1             | 7,6              | 5,3              | 1,1              | 0,8              | 17,1             | 6              | 6              | 31,8           | 40,0           | 35,7           | 88,9           | 7,2            | 5,0            | 1,0            | 1,5            | 15,2           |
|                                                                                          | Всего             | 53               | 51               | 32,8             | 46,3             | 31,3             | 65,7             | 7,9              | 4,7              | 0,9              | 0,8              | 16,8             | 6              | 6              | 31,8           | 40,0           | 35,7           | 88,9           | 7,2            | 5,0            | 1,0            | 1,5            | 15,2           |
| Наведите курсор мыши на аббревиатуры в заголовке таблицы, чтобы прочесть их расшифровку. |                   |                  |                  |                  |                  |                  |                  |                  |                  |                  |                  |                  |                |                |                |                |                |                |                |                |                |                |                |

### Статистика в других лигах
| Сезон | Команда                     | Лига              | GP | GS | MPG  | FG%  | 3P%  | FT%   | RPG | APG | SPG | BPG | PFL | TOV | PPG  |
| --- | --------------------------- | ----------------- | -- | -- | ---- | ---- | ---- | ----- | --- | --- | --- | --- | --- | --- | ---- |
| 2018/19 | Сентре Федерал Ду Баскетбол | Турнир в Каунасе  | 4  | 0  | 7,2  | 20,0 | 0,0  | -     | 0,3 | 0,0 | 0,8 | 0,3 | 0,5 | 0,3 | 0,5  |
| 2019/20 | Все клубы                   | Все лиги          | 28 | 25 | 25,4 | 37,0 | 33,0 | 82,1  | 3,3 | 1,6 | 1,5 | 0,5 | 2,5 | 2,7 | 10,5 |
| 2019/20 | Сентре Федерал Ду Баскетбол | NM1               | 24 | 21 | 25,0 | 37,6 | 33,3 | 77,3  | 3,0 | 1,6 | 1,4 | 0,5 | 2,5 | 2,9 | 10,1 |
| 2019/20 | Сентре Федерал Ду Баскетбол | Турнир в Белграде | 4  | 4  | 27,8 | 34,0 | 31,4 | 100,0 | 5,0 | 2,0 | 2,3 | 1,0 | 2,3 | 1,5 | 12,8 |
| 2020/21 | Сентре Федерал Ду Баскетбол | NM1               | 21 | 20 | 29,3 | 33,7 | 27,3 | 83,7  | 5,5 | 2,7 | 1,4 | 0,5 | 2,8 | 2,7 | 12,6 |
| 2021/22 | Нью-Зиланд Брейкерс         | НБЛ               | 23 | 11 | 20,8 | 39,8 | 27,1 | 66,7  | 3,1 | 1,0 | 0,6 | 0,3 | 1,5 | 1,4 | 8,9  |
| Всего | Всего                       | Всего             | 76 | 56 | 24,1 | 36,4 | 29,5 | 78,6  | 3,7 | 1,6 | 1,2 | 0,4 | 2,2 | 2,2 | 10,1 |
| Наведите курсор мыши на аббревиатуры в заголовке таблицы, чтобы прочесть их расшифровку Статистика приведена с сайта basketball.realgm.com |                             |                   |    |    |      |      |      |       |     |     |     |     |     |     |      |